# Iljuschin Il-62
Die Iljuschin Il-62 (russisch Ильюшин Ил-62, NATO-Codename Classic) war das erste mit Strahltriebwerken ausgestattete Langstrecken-Verkehrsflugzeug der Sowjetunion. Es ist der Nachfolger der Tupolew Tu-114. Erstflug der Il-62 war im Januar 1963, am 10. März 1967 nahm die erste Maschine ihren Betrieb bei der sowjetischen Fluggesellschaft Aeroflot auf. Im Jahr 1971 kam die Version Il-62M heraus, die unter anderem stärkere und sparsamere Triebwerke aufwies. Die Produktion im Kasaner Flugzeugwerk endete erst 1999. Insgesamt wurden 292 Maschinen gebaut, von denen mit Stand Oktober 2015 noch 14 im Einsatz sind.

## Konstruktion
Die Il-62 ist ein als Tiefdecker ausgelegtes Ganzmetallflugzeug. Der Rumpf hat einen ovalen Querschnitt und eine Druckkabine. In der Rumpfspitze befinden sich die Arbeitsplätze der fünfköpfigen Besatzung. Der Bordingenieur hat seinen Platz nach hinten versetzt zwischen den beiden Piloten. Navigator und Bordfunker sitzen dahinter quer zur Flugrichtung. Unmittelbar an das Cockpit schließen sich Räume für die elektronische Ausrüstung an. Die Wetterradarantenne ist in der Rumpfspitze untergebracht. Die Passagierkabine mit jeweils drei Sitzen zu beiden Seiten des Mittelgangs ist in zwei Sektionen geteilt; zwischen ihnen befindet sich auf Höhe der Tragflächen die Bordküche. Auf jeder Seite sind jeweils zwei Passagiertüren im Bereich des Vorderrumpfes und je zwei Notausstiegstüren über den Tragflächen angeordnet. Im Heck sind Toiletten, Gepäckräume und Teile der Flugzeugausrüstung (Funkausrüstung, Hydraulik) untergebracht.
Die dreiholmigen Tragflächen sind für einen Flug im hohen Unterschallbereich um 35° an der 1/4-Linie stark gepfeilt und haben einen Sägezahn. An den Enden der Tragflächen befinden sich dreiteilige Querruder als Wölbklappen, wobei das mittlere und das äußere Ruder federbelastete Servoklappen sind. Die geteilten Landeklappen sind als Fowlerklappen ausgeführt und elektrisch angetrieben. Auf der Oberseite der Tragflächen sind die hydraulisch betätigten Störklappen angebracht. Die Tragflächen sind nicht mit Vorflügeln ausgerüstet. Sie sind am zentralen Haupttorsionskasten mit je zwei Holmen über die gesamte Tragfläche und je zwei Holmen bis zu den Querrudern ausgestattet. Der Haupttorsionskasten ist als Integraltank ausgeführt. Zusammen mit den beiden Flächentanks hat die Il-62 eine Treibstoffkapazität von 100.000 Liter.
Das Flugzeug hat vier am Heck angebrachte Strahltriebwerke vom Typ NK-8-4 (der Prototyp war noch mit Ljulka AL-7-Triebwerken mit nur 75 kN ausgerüstet) mit anfangs 99 kN und später mit 103 kN Startschub. Als Vorteil der Triebwerksanordnung wurden eine aerodynamisch saubere Tragfläche, eine einfachere Konstruktion durch die unkomplizierte Krafteinleitung, die Verringerung von Vibrationen, die leichtere Beherrschbarkeit des Flugzeuges bei Ausfall eines Triebwerkes und die geringere Gefährdung bei Notlandungen angesehen. Durch die Position der Triebwerke verlagert sich jedoch der Schwerpunkt sehr weit nach hinten. Dies machte die Installation eines Ballasttanks notwendig. Die beiden äußeren Triebwerke sind mit Schubumkehr ausgerüstet. Dabei wird der größte Teil des Abgasstrahls durch verstellbare Klappen und Gitter auf der Ober- und Unterseite nach vorn umgeleitet.
Die Anordnung der Triebwerke ließ eine Leitwerkskonstruktion in Normalbauweise nicht zu. Stattdessen ist das Leitwerk in T-Form ausgeführt. Die Höhenflosse wird zur Trimmung elektrisch über eine Spindel verstellt. Zusätzlich hat das manuell angesteuerte Höhenruder noch auf jeder Seite je eine automatische und eine manuell betätigte Trimmklappe. Das Seitenruder wird manuell angesteuert und hat außer Gierdämpfern noch ein Flettner-Ruder und eine Trimmklappe.
Das Hauptfahrwerk besteht aus zwei zweiachsigen Wagenfahrwerken mit jeweils vier Rädern und hydraulisch betätigten Scheibenbremsen. Das Hauptfahrwerk wird hydraulisch nach innen in Rumpf und Tragflächen eingefahren. Das lenkbare, doppelt bereifte Bugfahrwerk wird hydraulisch nach vorn in den Rumpf eingefahren. Im Falle des Ausfalls der Hydraulik können die Fahrwerke allein durch ihr Gewicht ausgefahren werden. Zusätzlich hat das Flugzeug eine elektrisch ein- und ausfahrbare Heckstütze, die im ausgefahrenen Zustand bei ungünstiger Schwerpunktlage ein Kippen des Flugzeuges auf das Heck verhindert. Die Heckstütze ermöglicht es, das Flugzeug in beliebiger Reihenfolge zu beladen oder entladen (zum Beispiel Beladung von hinten beginnend). Sie erlaubt zudem das Rückwärtsrollen mit Hilfe der Schubumkehr sowie das Wenden auf einer nur 45 m breiten Start- und Landebahn. Im eingefahrenen Zustand schützen die beiden nur halb in die Rumpfkontur eingezogenen Räder der Heckstütze den Rumpf vor Schäden, falls das Rumpfheck bei Start oder Landung Bodenkontakt bekommen sollte.
Die Il-62 war mit einer umfangreichen Funk- und Navigationsausrüstung ausgestattet, zu der Autopilot, Funkkompass und Navigationsanlagen für VOR, ILS und RSBN gehörten. Die kombinierte Trägheits- und Dopplernavigationsanlage ermöglichte Langstreckenflüge auch beim Fehlen bodengebundener Navigationssysteme, allerdings war eine eigenständige Trägheitsnavigationsanlage (Typ I-11) erst mit der Einführung der Il-62M verfügbar.
Für Transatlantikflüge wurde auch bei sowjetischen Betreibern (Aeroflot) mit westlicher Technik (LORAN, später Omega-Navigationsverfahren) navigiert.
Mit der beschriebenen Anlage war das Abfliegen vordefinierter Wegpunkte, ein automatischer Landeanflug bis zu einer Höhe von 30 m, das automatische Durchstarten und Abfliegen von Platzrunden möglich.
1985 wurden sämtliche im Dienst befindlichen Il-62 und Il-62M modernisiert. Dazu gehörten der Einbau eines Trägheitsnavigationssystems sowie Modifikationen zur Lärm- und Abgasreduzierung.

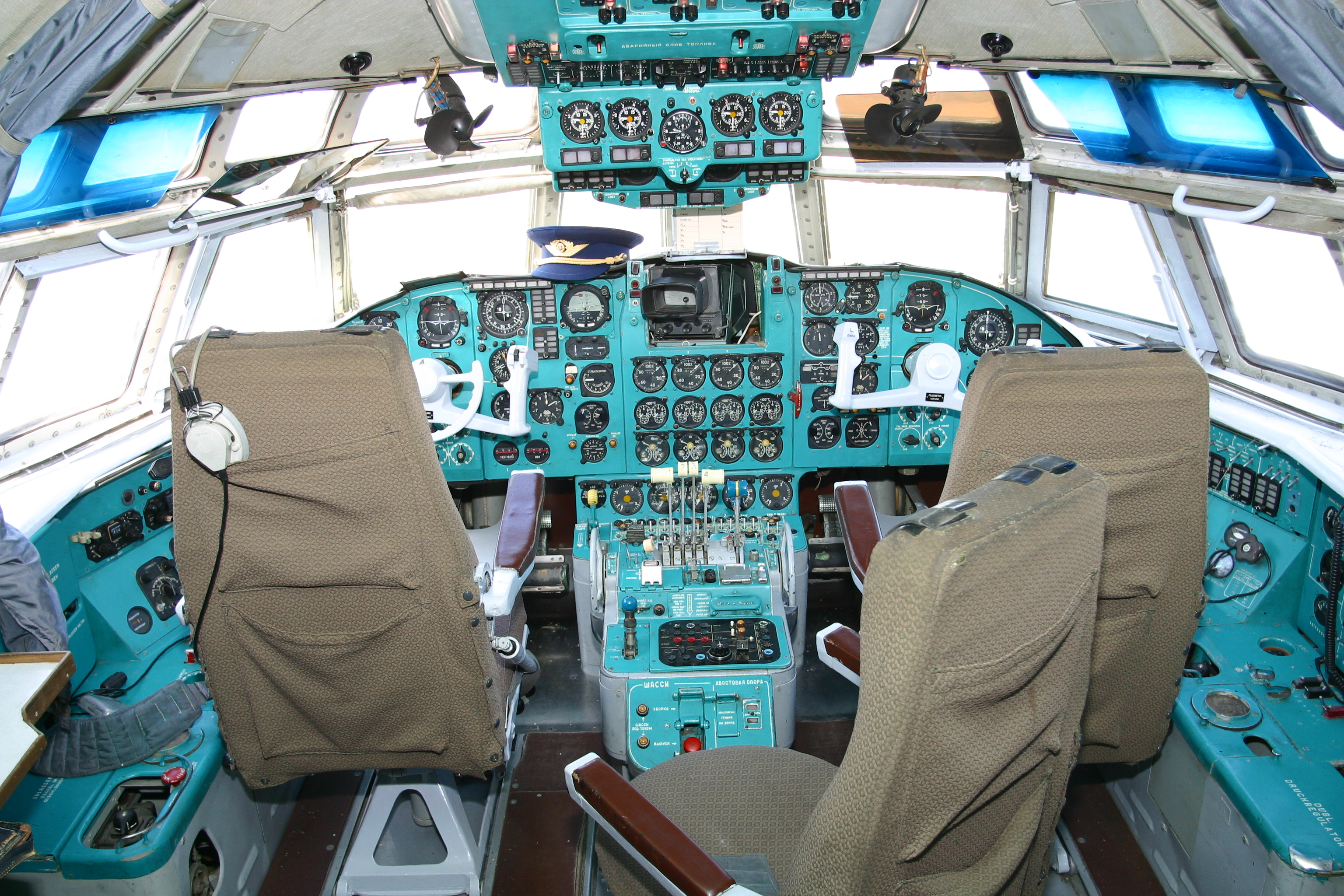
Cockpit
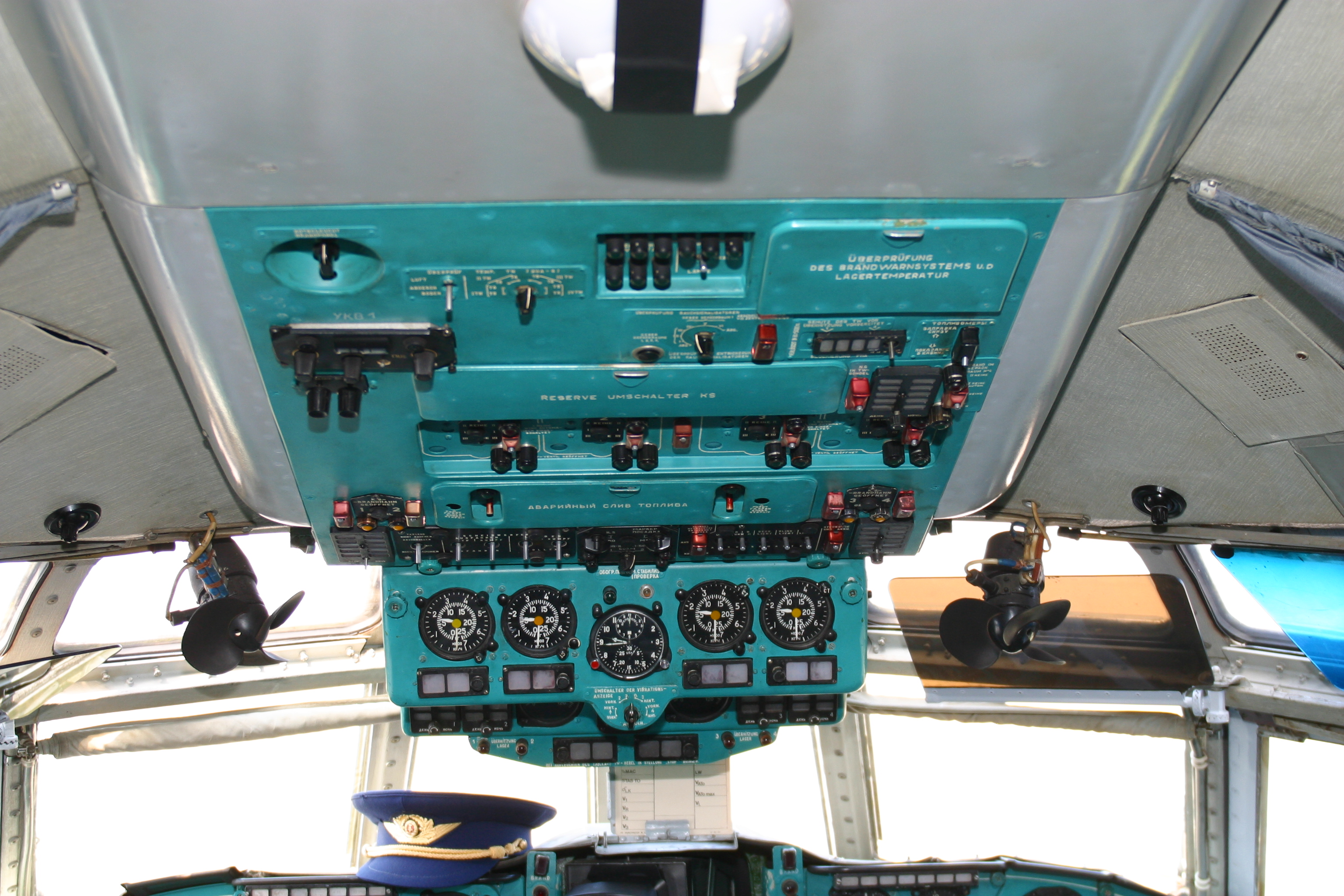
Cockpit, Instrumententafel Decke
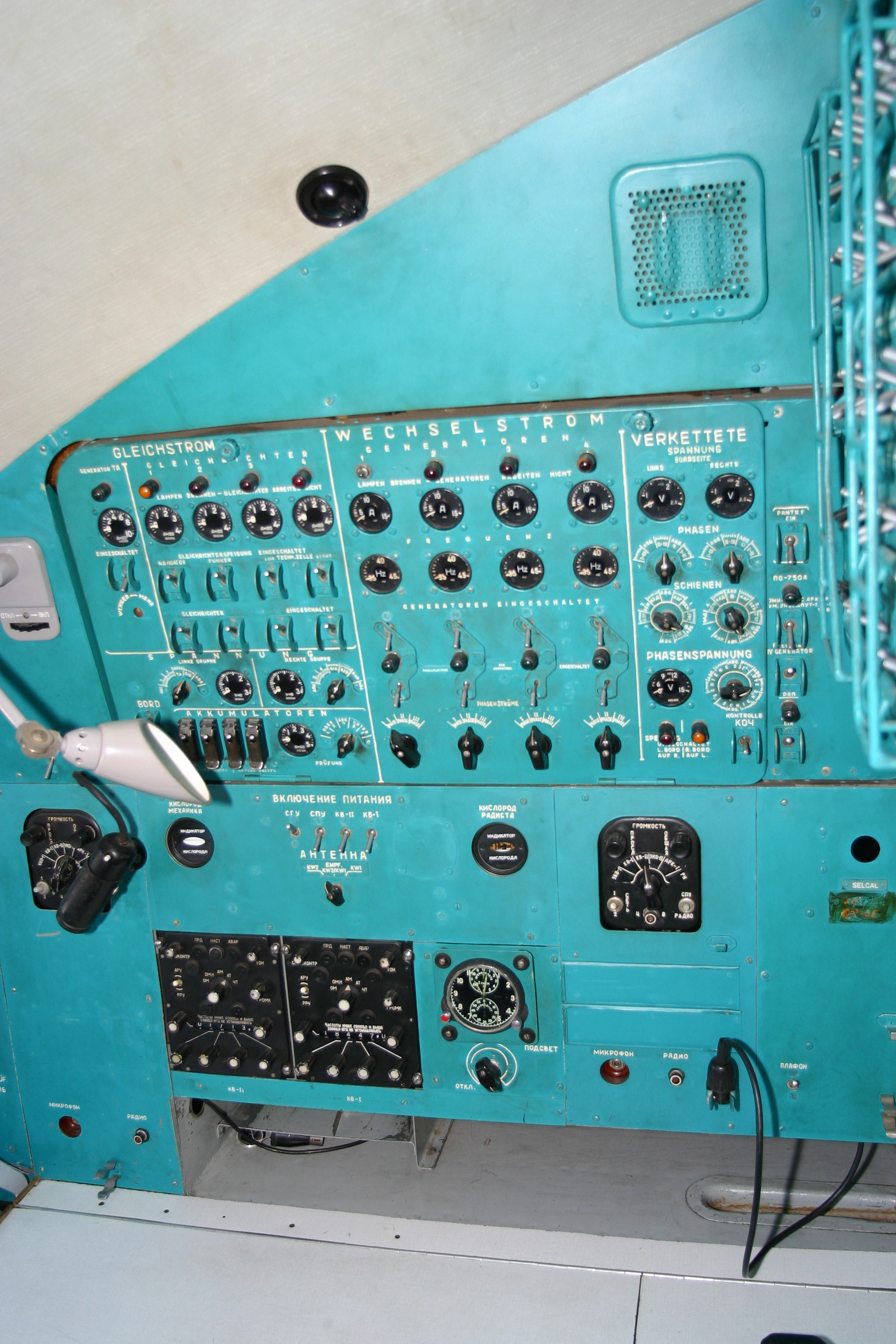
Cockpit, Instrumententafel rechts
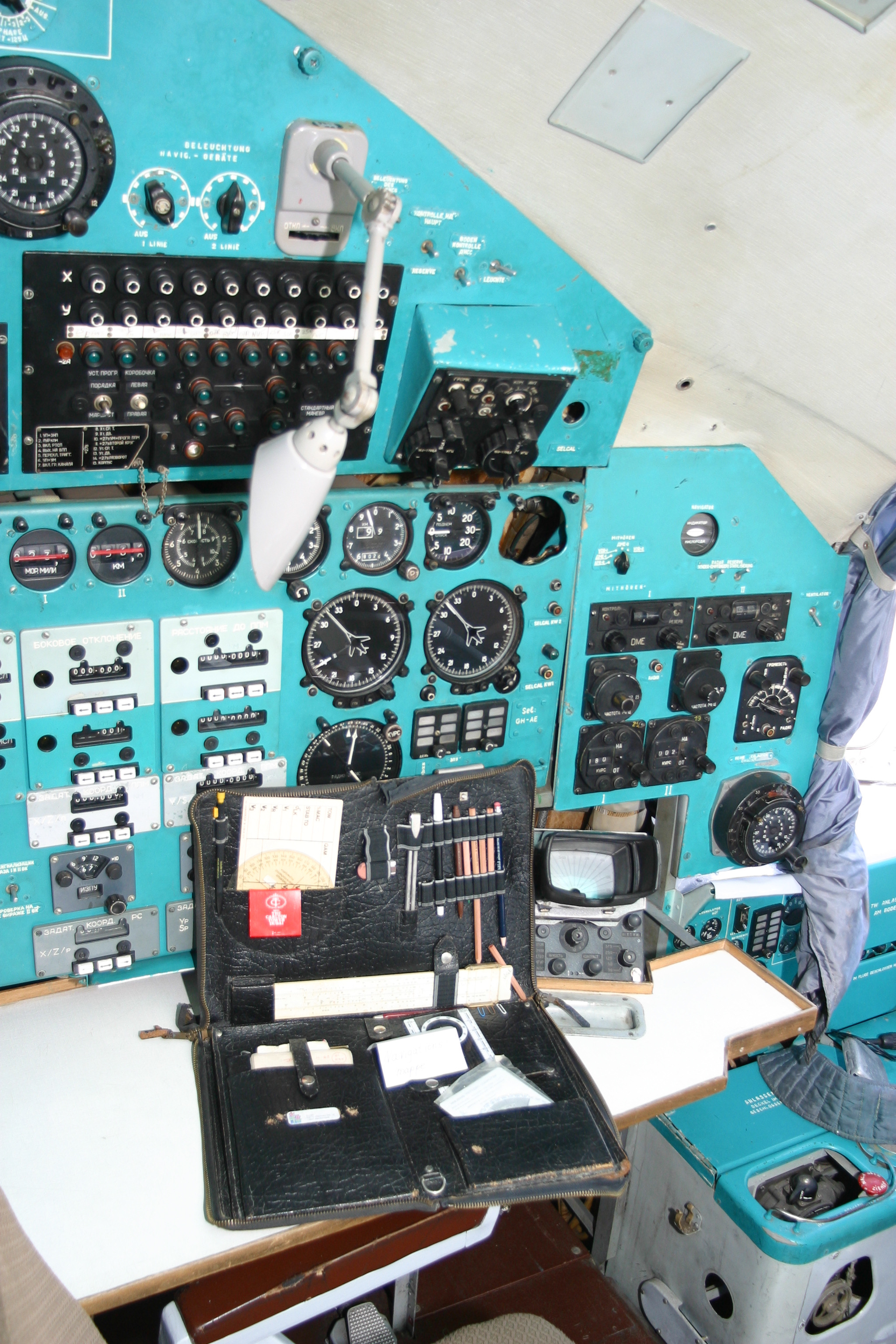
Cockpit, Instrumententafel links
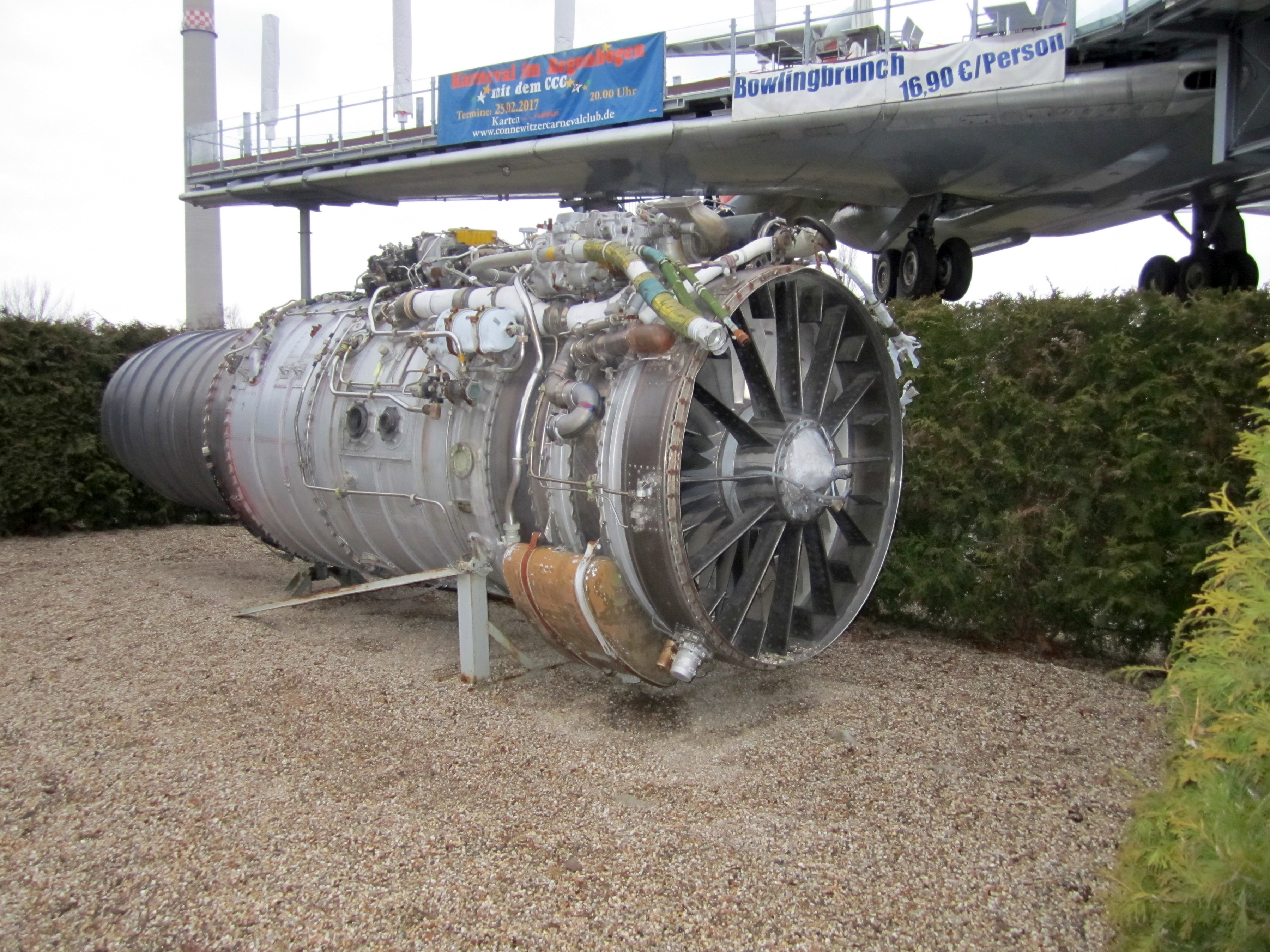
Kusnezow NK-8 der DDR-SEF
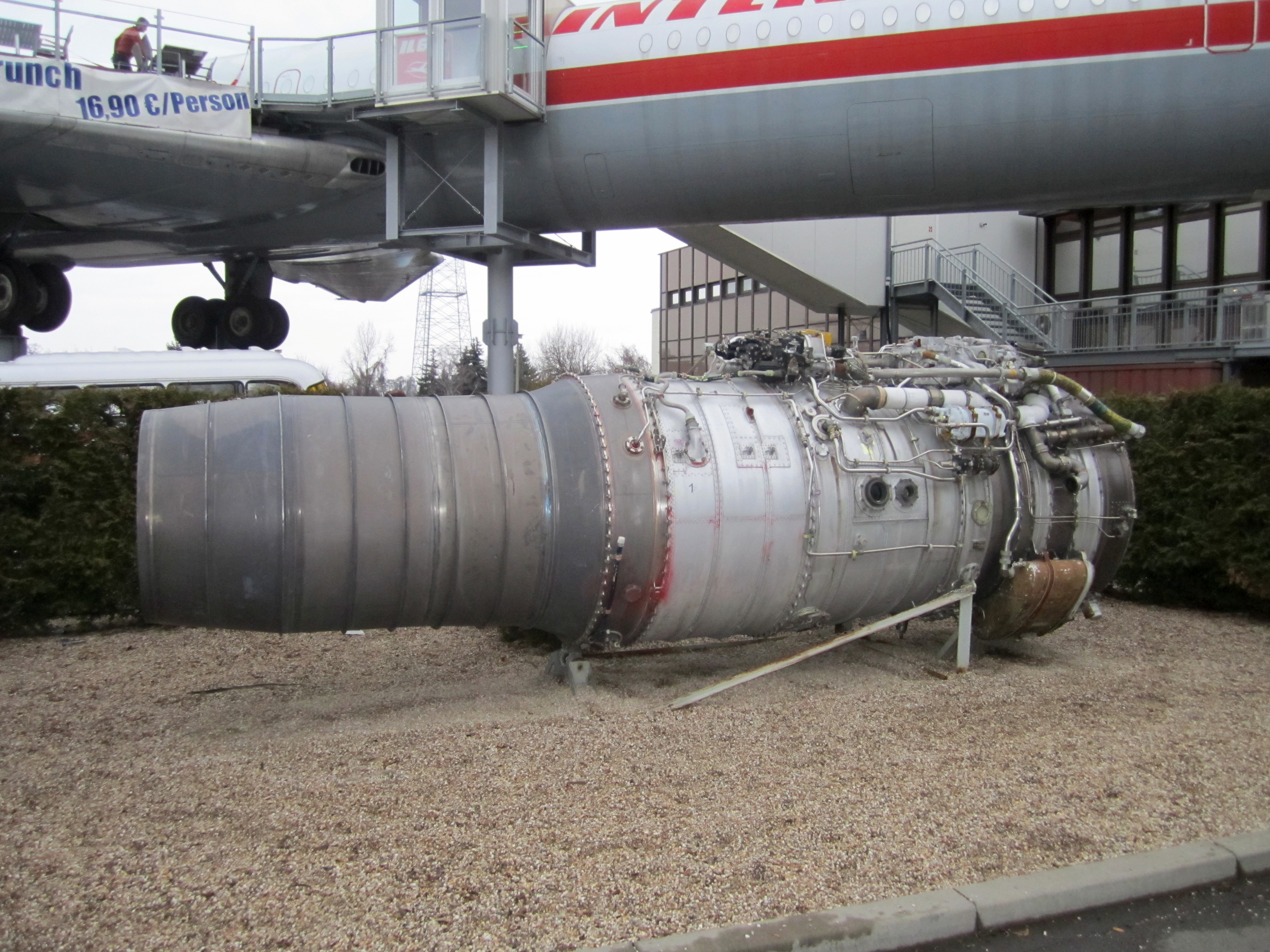
Kusnezow NK-8 der DDR-SEF
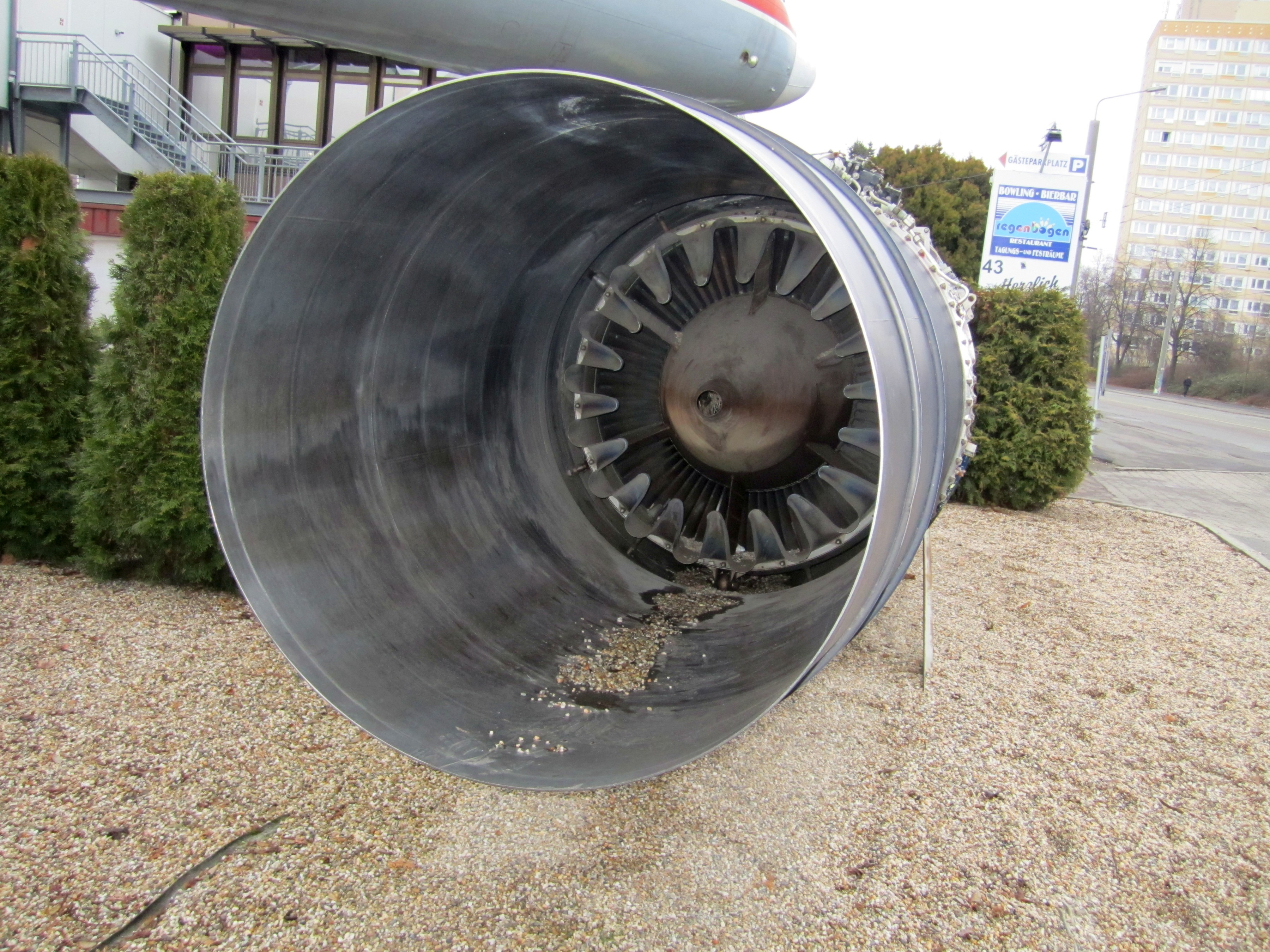
Kusnezow NK-8 der DDR-SEF

## Varianten
Im Jahr 1971 kam die Version Il-62M heraus, die unter anderem stärkere und sparsamere Triebwerke des Typs Solowjow D-30 erhielt. Diese Triebwerke waren wirtschaftlicher und boten eine bessere Schubumkehr. Bei nahezu gleicher Rüstmasse stieg die Zuladung um 6 t. Die Maschine erhielt einen Kraftstoffzusatztank im Seitenleitwerk (erhöhte Reichweite), eine überarbeitete und modernisierte Cockpitausrüstung sowie eine modernisierte Kabinenausrüstung mit erstmals verschließbaren Gepäckfächern.
Ende der 1970er-Jahre kam als modernisierte Il-62M die Il-62MK mit einem Rumpf in Halbschalenbauweise, einem geänderten Torsionskasten sowie neugestalteten Holmen und geänderter Tragflächenbeplankung. Neue Spoiler fuhren automatisch bei Belastung des Hauptfahrwerkes aus. Das Hauptfahrwerk wurde aus verbesserten Materialien gefertigt und erhielt neue Niederdruckreifen, eine breitere Spurweite und effektivere Bremsen. Die Kabine, nun für 195 Passagiere ausgelegt, erhielt einen breiteren Mittelgang, der den Einsatz von Verpflegungswagen ermöglichte. Die Nutzlast wurde um 2 t erhöht. Diese Variante wurde nie gebaut, allerdings kamen einige der Verbesserungen (zum Beispiel die verstärkten Tragflächen) bei neueren Il-62M zum Einsatz, die dann inoffiziell als Il-62M(K) bezeichnet wurden.
Als Il-62M-WKP wurde eine militärische Version mit gegenüber der Il-62M größerem Treibstoffvorrat und leiseren Triebwerken bezeichnet, von der lediglich eine Maschine für das russische Katastrophenschutzministerium gebaut wurde.

## Einsatz

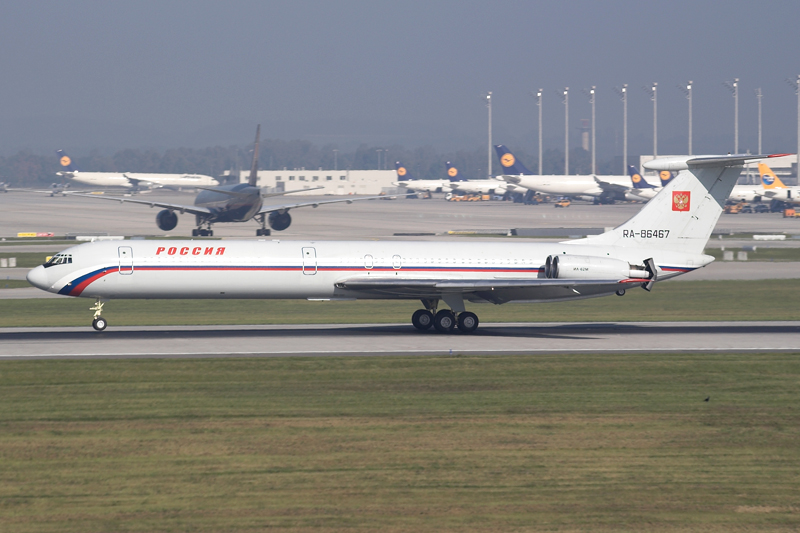
Iljuschin Il-62 der Rossija

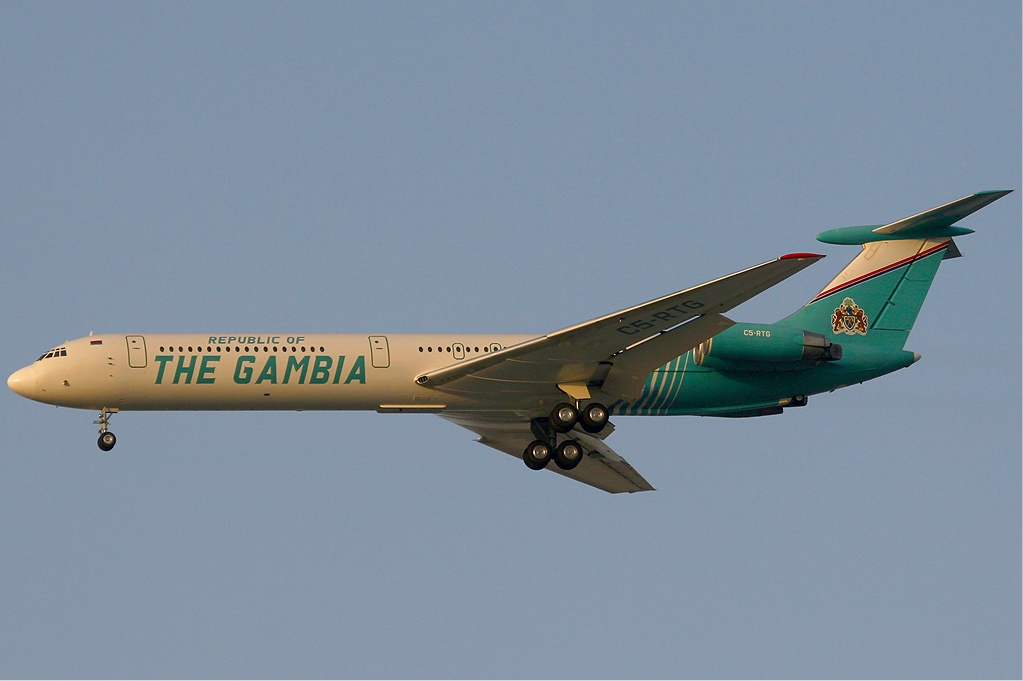
Iljuschin Il-62 der Regierung von Gambia

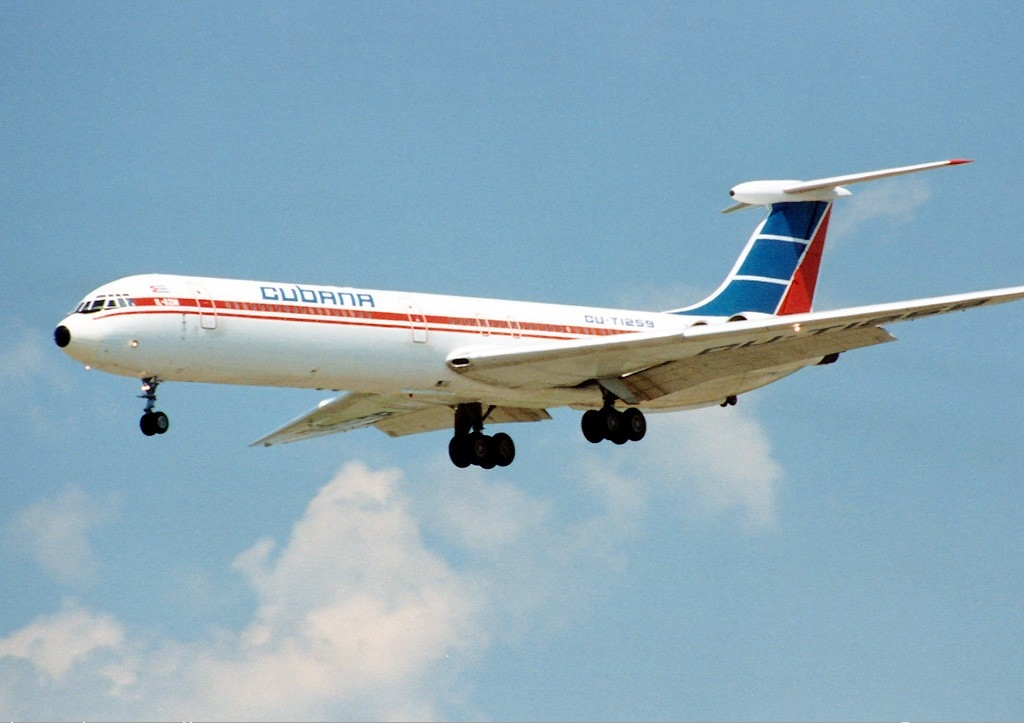
Iljuschin Il-62 der Cubana

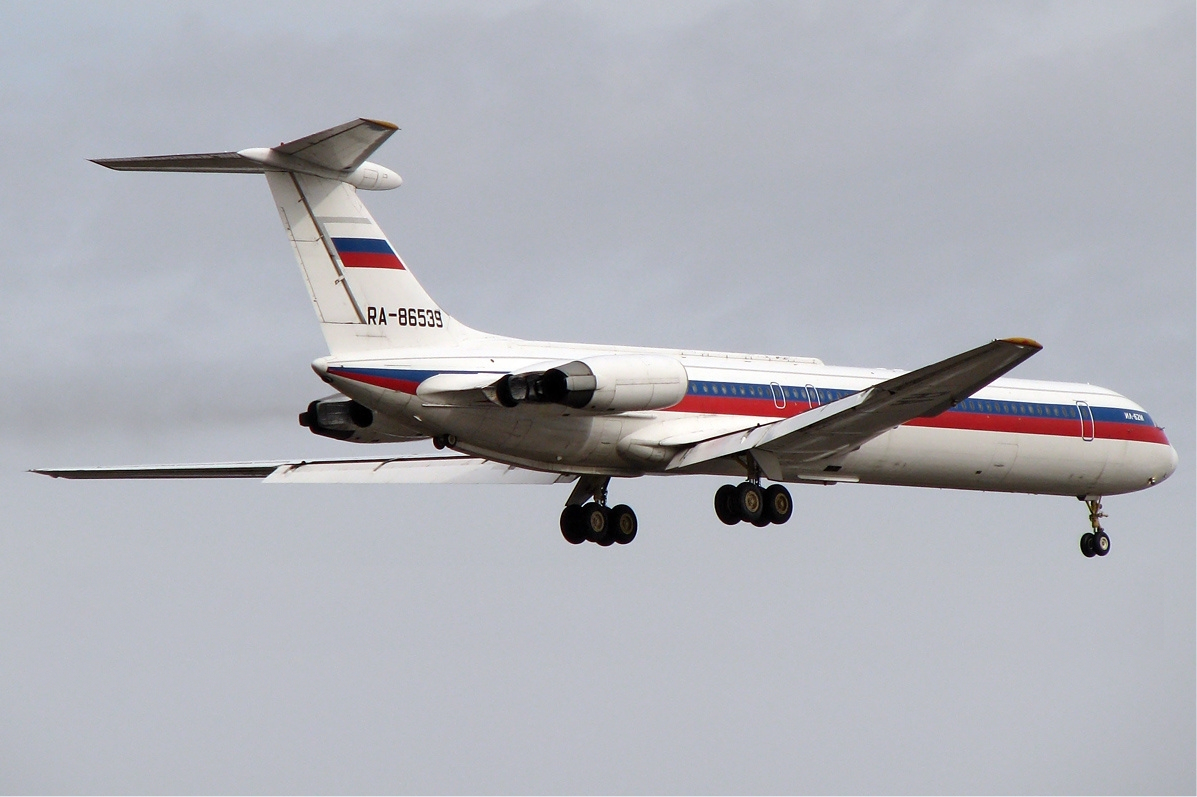
Iljuschin Il-62 der russischen Luftstreitkräfte

Am 10. März 1967 konnte die Aeroflot ihre erste Il-62 für die Streckenerprobung übernehmen. Am 15. September 1967 löste die Il-62 die Tu-114 auf der Strecke Moskau – Montreal ab. Im Jahr darauf ersetzte die Il-62 ab 1. August die Tu-104 auf der direkten Verbindung von Moskau nach Berlin-Schönefeld; zuvor war am 20. Juli 1968 erstmals ein Exemplar auf diesem Flughafen gelandet.
Die Il-62 kam bei nahezu allen Fluggesellschaften der sozialistischen Länder zum Einsatz. Die Flotte der DDR-Fluggesellschaft Interflug bestand zu einem großen Teil aus Il-62-Flugzeugen (1990 15 Flugzeuge). Der schwerste Unfall in der Geschichte der Interflug war der Absturz einer Il-62 am 14. August 1972. Eingesetzt wurde dieser Typ außerdem bei Egypt Air und 1971 im Wet-Lease bei der niederländischen KLM. Bei der nordkoreanischen Air Koryo und wenigen Gesellschaften der ehemaligen Sowjetunion ist die Il-62 heute noch im Einsatz.
Viele der bisherigen Betreiber der Il-62 ersetzten ihre Flugzeuge durch die Il-62M. Außerdem erwarben CAAC, die angolanische TAAG und die Linhas Aéreas de Moçambique diese Version. Die Il-62M wurde auch vom TG-44 der NVA, das für Flüge der politischen Führung der DDR zuständig war, eingesetzt. Innerhalb des TG-44 bestand dafür die selbständige Transportfliegerkette Il-62M. Mit einem Flugzeug dieses Typs reiste Erich Honecker 1987 zu seinem Besuch in die BRD.
Nach der Wende 1990/1991 wurden viele Il-62 durch westliche Typen ersetzt und gelangten so als preiswerte und begehrte Flugzeuge auf den Gebrauchtmarkt.

### Aktuelle Betreiber
Mit Stand April 2023 sind von 292 produzierten Il-62 noch 13 im aktiven Dienst:
 Nordkorea
- Air Koryo (3)
- Nordkoreanische Regierung (1)[7]

 Russland
- Russische Luftstreitkräfte (4)
- Lufttransporteinheit der russischen Streitkräfte (Wojennaja Transportnaja Awiazija) (1)

 Belarus
- Rada Airlines (3)

### Stationäre Nutzung
Am 23. Oktober 1989 landete eine Besatzung mit Heinz-Dieter Kallbach die Interflug-Il-62 mit dem Luftfahrzeugkennzeichen DDR-SEG auf der nur 900 m langen Graspiste des Flugplatzes Stölln/Rhinow (siehe Iljuschin Il-62 auf dem Flugplatz Stölln/Rhinow). Das nach Otto Lilienthals Ehefrau „Lady Agnes“ getaufte Flugzeug war ein Geschenk an die Gemeinde Stölln, in der Lilienthal beim letzten seiner zahlreichen Flüge vom 108 Meter hohen Stöllner Gollenberg am 9. August 1896 abgestürzt war. Eine Il-62 benötigt für eine normale Landung eine Piste von mehr als 2500 m Länge. Dieses spektakuläre Manöver ging in das Guinness-Buch der Rekorde ein.

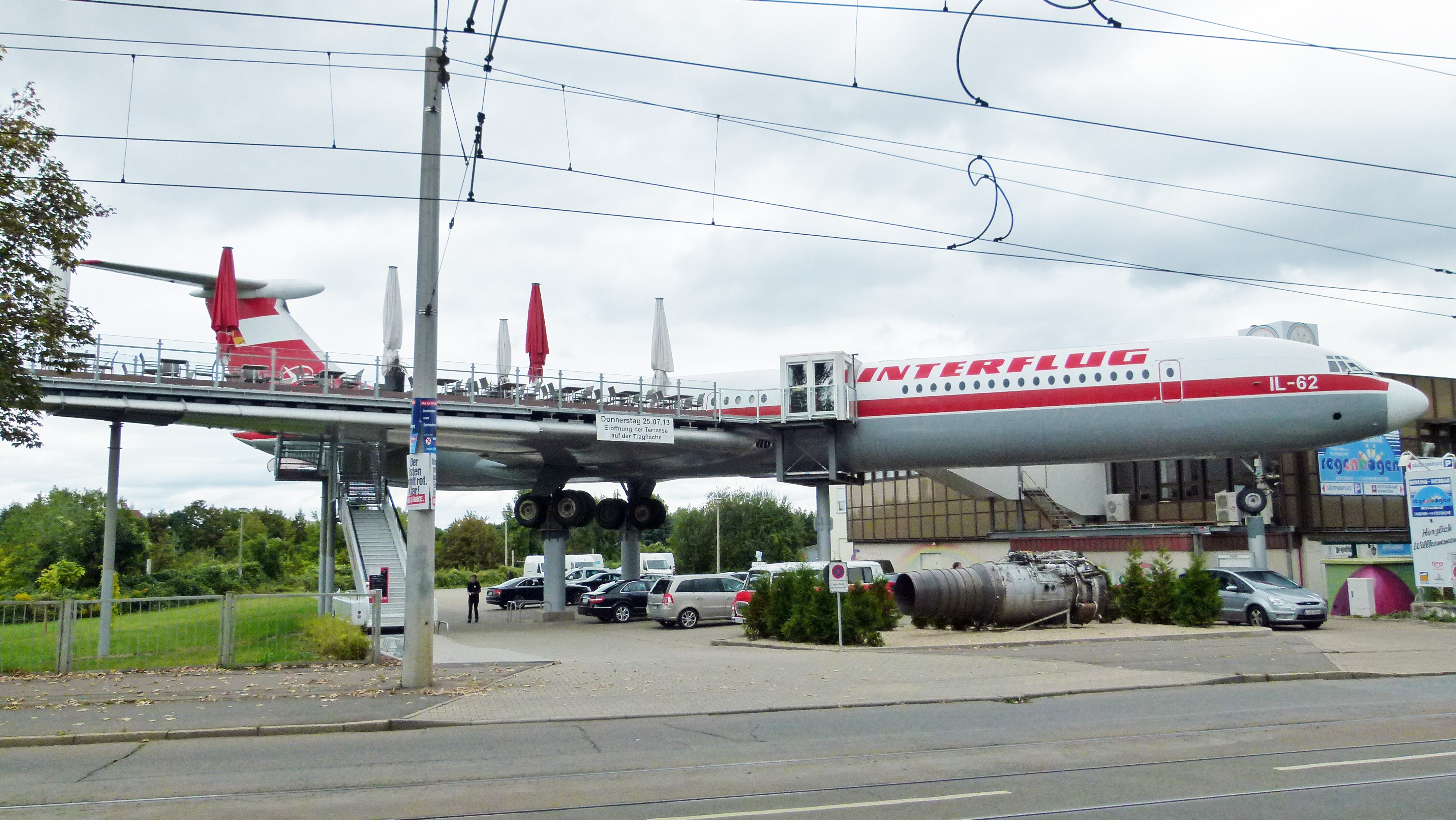
Zum Restaurant umgebaute Il-62 in Leipzig

Eine Il-62, die ehemals in der UdSSR flog, wurde zu einem Restaurant umgebaut und steht nun als JetRest in Excalibur City, einer Einkaufsstadt an der Grenze zwischen Österreich und Tschechien. Eine andere Il-62 – die ehemalige tschechische Präsidentenmaschine – steht seit 2018 in Graz und wird als Restaurant im Hotel Novapark betrieben. Eine Il-62, die für die DDR-Fluggesellschaft Interflug flog, steht in der Nähe des Völkerschlachtdenkmals in Leipzig, auch dort wurde bis 2022 ein Restaurant betrieben. Nun soll sie für die Kinderbetreuung der nahegelegenen Flüchtlingssammelunterkunft genutzt werden. Eine weitere Il-62 der Interflug befindet sich heute im Luftfahrtmuseum Merseburg und wird als Café genutzt.

## Zwischenfälle
Von den 292 einschließlich Prototypen gebauten Il-62/Il-62M wurden bisher 15 durch Flugunfälle zerstört. Darunter befand sich auch der Prototyp, der beim 127. Erprobungsflug am 25. Februar 1965 bei einem Manöver mit maximaler Startmasse und sehr hohem Anstellwinkel durch einen Leistungsabfall im linken Triebwerk abstürzte, wobei die zehnköpfige Besatzung ums Leben kam. Bei weiteren vier Unfällen (LOT-Flug 007 am 14. März 1980 in Warschau, Aeroflot-Flug 411 am 6. Juli 1982 in Moskau, am 29. September 1982 in Luxemburg und LOT-Flug 5055 am 9. Mai 1987 in Warschau) waren Triebwerksprobleme die Ursache. Bei fünf weiteren Unfällen (am 16. Juni 1972 in Kairo-Almaza, am 20. August 1975 in Damaskus, am 3. September 1989 in Havanna, am 30. Juni 1990 in Jakutsk und am 24. Juli 2009 beim Landeunfall einer Maschine der Aria Air in Maschhad) waren Pilotenfehler verantwortlich. Der Unfall des Interflug-Fluges 102 wurde durch ein klemmendes Höhenruder in Kombination mit einem Bedienfehler durch den Bordingenieur verursacht. Die restlichen Unfälle haben mehrere Ursachen oder sind ungeklärt. Einige weitere Unfälle am Boden (zum Beispiel die Kollision einer Boeing 747 mit einer stehenden Il-62 am 11. November 1998 in Anchorage) oder in der Luft führten zum wirtschaftlichen Totalschaden einiger Maschinen, wobei es jedoch keine Toten gab.
Ausgewählte Vorfälle:
- Am 16. Juni 1972 landeten die Piloten einer Iljuschin Il-62 der Egypt Air (Luftfahrzeugkennzeichen SU-ARN) versehentlich auf dem falschen Flughafen Kairo-Almaza. Die Piloten hätten auf der Landebahn 34 des sieben Kilometer entfernten Flughafen Kairo-International landen sollen, auf der die ersten 650 Meter gesperrt waren. Als sie stattdessen wegen der vermeintlichen Baumaßnahmen 700 Meter versetzt auf der nur 2050 Meter langen Landebahn 36 des Flughafens Almaza aufsetzten, erwies sich deren Restlänge als eindeutig zu gering. Das Flugzeug überrollte das Landebahnende und wurde zum Totalschaden. Alle 59 Insassen, 12 Besatzungsmitglieder und 47 Passagiere, überlebten die Bruchlandung.[11]

- Am 14. August 1972 war der Absturz einer Il-62 der Interflug (DM-SEA) (ca. 30 min nach dem Start, auf dem Rückflug zum Startflughafen Berlin-Schönefeld) bei Königs Wusterhausen (heute Bundesland Brandenburg) der schwerste Flugunfall auf deutschem Boden. Ausgelöst wurde er durch einen Brand im Heck der Maschine. Eine undichte Zapfluftleitung in unmittelbarer Nähe der Verkabelung für die trimmbare Höhenflosse (Stabilisator) führte zu einem Kurzschluss mit anschließendem Brand. Infolgedessen wurde der Festigkeitsverband im Rumpfheck geschwächt und das T-Leitwerk riss ab. Daraufhin stürzte das steuerlose Flugzeug ab, wobei alle 156 Menschen an Bord getötet wurden (siehe auch  Interflug-Flug 450/742).[12]

- Am 13. Oktober 1972 wurde eine Iljuschin Il-62 der Aeroflot (CCCP-86671) beim Anflug auf den Flughafen Moskau-Scheremetjewo in ein Waldstück 12 Kilometer vor der Landebahn geflogen, nachdem ein Sinkflug in der Endanflugsphase aus ungeklärter Ursache bis zum Aufprall fortgesetzt wurde. Alle 174 Menschen an Bord starben (siehe auch Aeroflot-Flug 217).[13]

- Am 20. August 1975 wurde um 1:13 Ortszeit (23:13 UTC am 19. August) eine Iljuschin Il-62 der tschechoslowakischen ČSA (OK-DBF) auf dem Linienflug von Prag über Damaskus (Syrien) nach Teheran ins Gelände geflogen. Im Anflug zur Zwischenlandung in Damaskus flog die Maschine bei gutem Wetter ca. 17 Kilometer vor der Landebahn in einen Hügel. Als Ursache werden Fehler bei der Einstellung der Höhenmesser für möglich gehalten. Bei diesem CFIT (Controlled flight into terrain) wurden 126 der 128 Personen an Bord getötet, darunter der polnische Theaterregisseur Konrad Swinarski (siehe auch ČSA-Flug 540).[14]

- Am 14. März 1980 stürzte auf dem Flughafen Warschau eine Iljuschin Il-62 der polnischen Fluggesellschaft Polskie Linie Lotnicze LOT (SP-LAA) aus New York kommend ab, alle 87 Passagiere an Bord kamen ums Leben; die polnische Sängerin Anna Jantar war ebenfalls unter den Opfern (siehe auch LOT-Flug 007).

- Am 6. Juli 1982 wurden beim Start einer Iljuschin Il-62M der Aeroflot (СССР-86513) vom Flughafen Moskau-Scheremetjewo nacheinander Feueralarme für zwei Triebwerke aktiv. Die Piloten stellten die beiden Triebwerke ab, woraufhin die Geschwindigkeit sank und es zum Strömungsabriss kam. Die Maschine stürzte 11 Kilometer hinter dem Flughafen in eine Siedlung, dabei kamen alle 90 Personen an Bord ums Leben. Es stellte sich heraus, dass die Feueralarme aufgrund eines gebrochenen Klimaanlagenrohrs fehlerhaft ausgelöst worden waren.[15]

- Am 29. September 1982 kam eine Iljuschin Il-62 der Aeroflot (CCCP-86470) bei der Landung auf dem Flughafen Luxemburg-Findel nach rechts von der Landebahn 06 ab und fing Feuer, nachdem kurz vor der Landung die Schubumkehr des Triebwerks Nr. 1 versagt hatte. Die Maschine sollte von Moskau über Luxemburg nach Lima fliegen. Sieben Menschen starben, 26 wurden verletzt. Die restlichen 44 Passagiere blieben unversehrt (siehe auch Aeroflot-Flug 343).[16]

- Am 9. Mai 1987 fielen auf einem Flug einer Il-62M der LOT (SP-LBG) von Warschau nach New York zwei Triebwerke aus. Dabei brach im Heck der Maschine ein Feuer aus, das von der Besatzung jedoch zunächst nicht erkannt wurde. Daraufhin beschlossen die Piloten, zum Flughafen Warschau zurückzukehren. Die Maschine stürzte jedoch kurz vor der Landebahn ab. Bei dem bislang schwersten Unfall der LOT und der Il-62 kamen alle 183 Passagiere und die Besatzung ums Leben (siehe auch LOT-Flug 5055).[17]

- Am 24. Juli 2009 um 18:10 Uhr wurde auf dem Mashhad International Airport bei ihrer Landung eine im Jahr 1989 gebaute, aber wenig geflogene Iljuschin Il-62 mit dem Kennzeichen UP-16208, geleast von der Aria Air, zerstört. Dabei kamen 17 Personen einschließlich CEO Mehdi Dadpei, dessen Sohn und 13 Besatzungsmitglieder ums Leben; weitere 19 wurden verletzt.[18][19] Ursache war, dass der Pilot die Maschine relativ spät und zu schnell (mit 317 km/h statt der zulässigen 250 km/h) auf der 3800 Meter langen Landebahn 13L aufsetzte. Dadurch überrollte die Maschine das Ende der Landebahn und prallte etwa 1000 Meter später gegen einen Erdwall, wobei die vordere Rumpfsektion zerstört wurde. Die Maschine wurde erst im Mai 2009 an die Fluggesellschaft verleast und gehörte früher zum Bestand der Interflug (Kennzeichen DDR-SEY) (siehe auch Aria-Air-Flug 1525).[20]

- Im April 2023 wurde die Il-62M mit dem Kennzeichen ST-PRA der Sudanesischen Regierung bei Kämpfen am Flughafen Khartum zerstört.[21] Es handelte sich dabei um die letzte je produzierte Il-62. Deren Bau begann schon 1993, aber vollendet wurde das Flugzeug erst 2004 und im Anschluss an den ehemaligen Präsidenten des Sudans – Umar al-Baschir – verschenkt.[22]

## Technische Daten

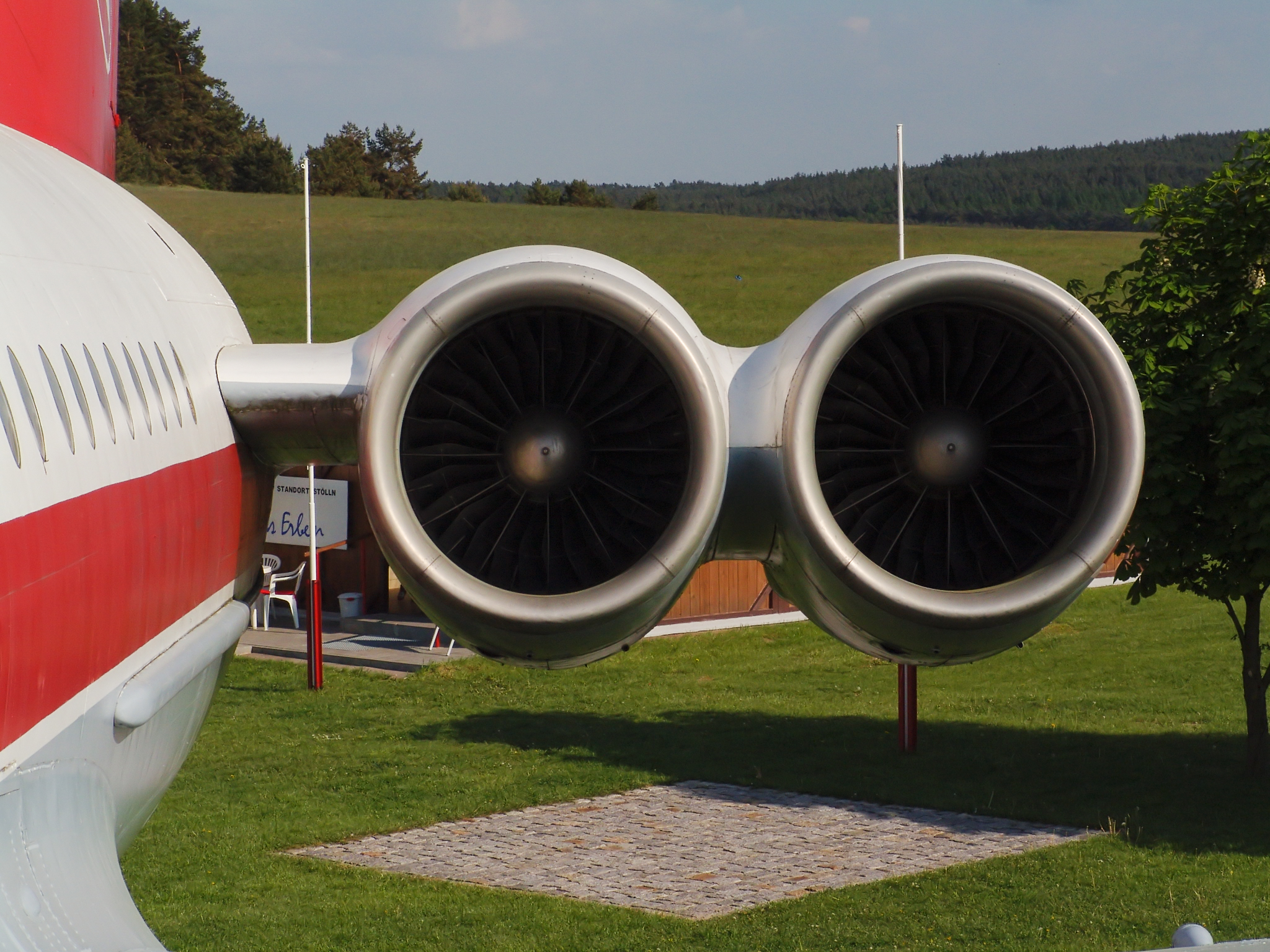
Charakteristisch sind die insgesamt vier am Heck angebrachten Triebwerke

| Kenngröße              | Daten der Il-62M                                     |
| ---------------------- | ---------------------------------------------------- |
| Besatzung              | 4–5                                                  |
| Passagiere             | 158–186                                              |
| Länge                  | 53,12 m                                              |
| Spannweite             | 43,20 m                                              |
| Höhe                   | 12,30 m                                              |
| Flügelfläche           | 282,2 m²                                             |
| Flügelstreckung        | 6,6                                                  |
| Leermasse              | 69.400 kg                                            |
| max. Startmasse (MTOW) | 165.000 kg                                           |
| Höchstgeschwindigkeit  | 950 km/h                                             |
| Reisegeschwindigkeit   | 860 km/h                                             |
| max. Flughöhe          | 13.000 m                                             |
| Reichweite             | 10.000 km                                            |
| Triebwerke             | vier Solowjow D-30KU-Triebwerke am Heck, je 112,8 kN |

## Nachnutzung
2018 wurden eine Iljuschin Il-62M, ehemals für die tschechoslowakische Fluglinie CSA im Einsatz, und eine Boeing 727-200 auf das Dach des „Flugzeughotels“ Novapark in Graz, Fischeraustraße 22, montiert und seit September 2018 als Restaurants genutzt. Beide stehen mit dem Bug nach Südwest orientiert und sind auch neben dem Hotelgebäude abgestützt. Von jedem der Flugzeuge ist ein Triebwerk am Boden im Freien zu besichtigen.